# USS LST-283
O USS LST-283 foi um navio de guerra norte-americano da classe LST que operou durante a Segunda Guerra Mundial.